# Bushel
El bushel o fanega anglosajona es una unidad de medida de capacidad para mercancía sólida en los países anglosajones (países de habla inglesa). Se utiliza en el comercio de granos, harinas y otros productos análogos.

## Unidad de masa
El bushel es actualmente utilizado generalmente como unidad de masa antes que de volumen. Los bushels que se utilizan para medir la compra y venta de granos, son siempre unidades de masa. Para realizar esto se le asigna un peso estándar a cada grano, con el fin de poder calcular los bushels correspondientes a cada uno, que por lo tanto son diferentes entre sí. Algunos de los más usados son los siguientes:
- Avena:
  - Estados Unidos: 32 lb = 14,51495584 kg
  - Canadá: 34 lb = 15,42214058 kg
- Cebada: 48 lb = 21,77243376 kg
- Cebada Malteada: 34 lb = 15,42214058 kg
- Maíz: 56 lb = 25,40117272 kg
- Trigo y porotos de soja: 60 lb = 27,2155422 kg

## En los países anglosajones
En Gran Bretaña un bushel tiene 4 pecks o 32 quarts, y equivale a 1,03205 del bushel de los Estados Unidos, que a su vez equivale a 0,35238 hectolitros. La palabra bushel está cayendo en desuso rápidamente.
- 1 tonelada = 36,741 bushel (trigo y habas de soja)
- 1 tonelada = 39,370 bushel (maíz)
- 1 bushel (trigo y habas de soja) = 27,2183 kg
- 1 bushel (maíz) = 25,40 kg
- 1 bushel EE. UU. = 8 galones secos EE. UU = 35,23907016688 L
- 1 bushel RU = 8 galones = 36,3687222559584 L